# Lido di Spina
Lido di Spina is een plaats (frazione) in de Italiaanse gemeente Comacchio.